# Satsuki (cacciatorpediniere)
Il Satsuki (皐月? lett. "Mese dei primi boccioli"), sino al 1º agosto 1928 denominato 27-Gō kuchikukan (27第駆逐艦? lett. "cacciatorpediniere Numero 27"), è stato un cacciatorpediniere della Marina imperiale giapponese, prima unità appartenente alla classe Mutsuki. Fu varato nel marzo 1925 dal cantiere navale di Fujinagata.
Appartenente alla 22ª Divisione della quale era anche nave ammiraglia, all'inizio delle ostilità nel Pacifico coprì le operazioni anfibie nelle Filippine e poi contribuì alla scorta dei vari convogli per la Malesia e le Indie orientali olandesi, partecipando infine all'invasione di Giava. Revisionato, da fine maggio operò in seno alla Flotta dell'Area sud-occidentale e negli ultimi mesi del 1942 tornò in patria e fu trasformato in trasporto veloce mediante la rimozione di parte dell'armamento, l'aggiunta di alloggi/spazi per caricare truppe, rifornimenti e munizioni e di una decina di cannoni contraerei. Al principio del 1943, riassegnato con i gregari all'8ª Flotta di Rabaul, contribuì all'evacuazione di Guadalcanal, quindi operò nelle pericolose acque della Nuova Guinea e delle isole Salomone recando truppe e approvvigionamenti alle varie posizioni nipponiche: fu così presente alle dure battaglie notturne di Kula e di Kolombangara (prima metà di luglio) e fu danneggiato alle isole Shortland a metà mese. Nei mesi successivi fu impegnato in numerose missioni di trasporto truppe, sgombero e scorta a grandi navi da guerra o convogli, operando tra i porti nipponici, Rabaul e la grande base di Truk. Nel maggio 1944 fu trasferito alla Flotta del Pacifico centrale, poi a fine estate iniziò a operare da Singapore, salpando in settembre per scortare un convoglio sino a Manila: il 21 fu sorpreso nella rada filippina da un attacco aereo statunitense e distrutto da tre bombe.

## Servizio operativo

### Costruzione
Il cacciatorpediniere Satsuki fu ordinato nell'anno fiscale edito dal governo nipponico nel 1923, inizialmente indicato come "cacciatorpediniere Numero 27" (27-Gō kuchikukan in lingua giapponese). La sua chiglia fu impostata nel cantiere navale di Fujinagata il 1º dicembre 1924 e il varo avvenne il 25 marzo 1925; fu completato il 15 dicembre dello stesso anno e il 1º agosto 1928 assunse il suo nome definitivo, avendo la Marina imperiale abbandonato alla data il sistema di nomenclatura del naviglio leggero con soli numeri. Assieme ai cacciatorpediniere Nagatsuki, Fumizuki e Minazuki formò la 22ª Divisione, assegnata alla 5ª Squadriglia dipendente dalla 3ª Flotta; fu inoltre selezionato quale ammiraglia e imbarcò il comandante della divisione con il rispettivo stato maggiore.

### 1941-1942
Il 26 novembre 1941 il Satsuki, allora al comando del capitano di corvetta Shunsaku Ikeda, guidò il resto della divisione nello spostamento dell'intera 5ª Squadriglia dallo Stretto di Terashima alla base militare di Mako, nelle isole Pescadores; il 7 dicembre salpò inquadrato nella forza d'invasione che tre giorni dopo eseguì un facile sbarco ad Aparri, sulla costa settentrionale di Luzon. Dopo un breve ritorno a Mako, il 22 dicembre fu presente all'assalto anfibio nel Golfo di Lingayen. Nel gennaio e febbraio 1942 il Satsuki e le unità sorelle furono impegnati nell'accompagnamento dei convogli di trasporti che, da Formosa, facevano rotta per la Malesia o la baia di Cam Ranh in Indocina. Nella seconda metà del mese furono aggregati al gruppo occidentale per l'invasione di Giava, caduta il 9. Il giorno seguente la 5ª Squadriglia fu disattivata e la 22ª Divisione passò alle dirette dipendenze della Flotta dell'Area sud-occidentale, responsabile per le Indie orientali olandesi, l'Indocina, le Filippine e la Malesia con l'importante arsenale di Singapore: a fine mese fu distaccata e assegnata alla squadra del contrammiraglio Shōji Nishimura, che il 31 occupò senza combattere l'Isola di Natale. A partire dal 10 aprile il Satsuki e gli altri cacciatorpediniere furono riassegnati alla 1ª Squadriglia di superficie di scorta e nelle settimane seguenti furono utilizzati in regolari scorte ai convogli che transitavano nella regione di competenza della Flotta. A fine maggio la divisione fu richiamata in patria e il 9 giugno il Satsuki si fermò a Sasebo, ove il giorno seguente passò al comando del capitano di corvetta Yoshirō Sugihara; tornò dunque indietro sino a Nagasaki per le opportune revisioni e il 24 poté salpare per tornare nei mari meridionali, riprendendo il regolare servizio di difesa dei convogli.
A questo stadio della guerra la classe Mutsuki era ormai di modesto valore in battaglia e, dunque, lo stato maggiore generale optò per trasformare una parte degli esemplari in trasporti d'assalto. Il Satsuki fu così richiamato in patria a fine settembre e, dal 19 ottobre al 30 novembre, rimase in bacino di carenaggio a Sasebo: un cannone da 120 mm, le mine e gli apparecchi di dragaggio furono rimossi per fare spazio a due installazioni triple e una binata di cannoni contraerei Type 96 da 25 mm L/60, oltre a due ulteriori lanciatori di bombe di profondità, il cui numero crebbe a trentasei. Infine furono aggiunti alloggi per il personale da imbarcare e furono ricavati spazi per uno stivaggio ottimale dei carichi. Il dislocamento a vuoto aumentò a 1615 tonnellate, a pieno carico a 1944 tonnellate. Poco dopo il termine dei lavori, il 10 dicembre, la 22ª Divisione fu sciolta e il Satsuki fu posto agli ordini diretti della 1ª Squadriglia di superficie.

### 1943
Il 21 gennaio 1943 il Satsuki, il Fumizuki e il Nagatsuki assunsero la difesa della nave appoggio idrovolanti Kamikawa Maru e la scortarono da Sasebo fino alla base aeronavale di Truk, da dove proseguirono per Rabaul e infine le isole Shortland, toccate il 29. Da qui il Satsuki salpò il 1º e il 4 febbraio per coprire due fasi dello sgombero nipponico di Guadalcanal (operazione Ke), poi il 7 esso stesso prese a bordo parte delle ultime truppe. Il 12 salpò con il Fumizuki e scortò il trasporto Nojima all'isola di Kolombangara, quindi il giorno seguente ripartì dalle Shortland con il gemello e accompagnò l'incrociatore leggero Sendai alle isole Palau, raggiunte il 17. Riprese il mare il 22 con i cacciatorpediniere Fumizuki e Yugure, formanti la scorta al quarto scaglione del convoglio Hei No. 3 che, da Tsingtao, stava trasferendo la 41ª Divisione fanteria a Wewak in Nuova Guinea. La missione fu completata senza incidenti e il 1º marzo il Satsuki rientrava alle Palau; nel frattempo era stata riattivata la 22ª Divisione con lo stesso organico degli anni 1920 e sottoposta agli ordini dell'8ª Flotta a Rabaul. Il 6 marzo il Satsuki formò con il Kazagumo, lo Yugumo, l'Akigumo e il Samidare la scorta al primo scaglione del convoglio che trasportava la 20ª Divisione fanteria alla baia Hansa, nella Nuova Guinea orientale: accompagnati i trasporti a destinazione, il 12 si fermò a Rabaul con il Kazagumo e lo Yugumo e qui si riunì ai gregari, con i quali il 29 intraprese un trasferimento di truppe da Kavieng (Nuova Irlanda nord-occidentale) a Finschhafen. Tuttavia la missione dovette essere sospesa dopo un attacco aereo, rimasto senza conseguenze. L'8 aprile il Satsuki, il Minazuki e il Nagatsuki recarono truppe alla località di Gasmata, sulla costa meridionale della Nuova Britannia; il 17 il solo Satsuki sbarcò truppe a Iboki e poi, a tre riprese durante la prima metà di maggio, fece approdare altri uomini a Gasmata con i due gemelli, affiancati il 4 e il 7-8 dall'incrociatore leggero Yubari. Rientrato a Rabaul, passò al comando del capitano di corvetta Shirō Koizumi il 26 maggio e due giorni dopo, seguito dal Nagatsuki e dal Minazuki, salpò per sbarcare nuclei di fanteria su Kolombangara, ma la missione fu annullata e il 29, durante il veloce rientro, urtò una scogliera mal segnalata a sud-est di Bougainville: i danni furono comunque contenuti e a Rabaul vennero riparati in poco tempo.
Il 4 e l'8 giugno il Satsuki (accompagnato la seconda volta dal Nagatsuki) sbarcò truppe a Capo Gloucester, mentre a fine mese si unì al Mochizuki e allo Yunagi in un rapido viaggio di trasporto da Rabaul a Buin a Kolombangara. Il 2 luglio partecipò a un bombardamento navale dell'Isola di Rendova, caduta il 30 giugno in mano a reparti dell'Esercito statunitense che, assieme ad altri contingenti, avevano assaltato il gruppo di isole della Nuova Georgia. Nella notte del 4-5 salpò con i cacciatorpediniere Yunagi, Niizuki, Nagatsuki per rinforzare ulteriormente la guarnigione a Kolombangara, ma imbattutisi in alcune unità statunitensi i giapponesi ripiegarono; la notte successiva la missione fu ritentata con più forze addette alla protezione del Satsuki e degli altri cacciatorpediniere-trasporti e si scatenò una violenta battaglia: il Satsuki eseguì il suo compito, poi si affiancò al Nagatsuki che si era arenato e trasse in salvo il comandante della divisione, capitano di vascello Kunizo Kanaoka, ma non riuscì a prendere a rimorchio l'unità incagliata e ripiegò. Il 9 luglio tornò a Kolombangara di notte, a capo di un viaggio del Tokyo Express (Mikazuki, Matsukaze, Yunagi) che depose a terra 1200 soldati e 85 tonnellate di rifornimenti; tre giorni dopo la missione fu ripetuta e sfociò in un secondo scontro notturno, cui però il Satsuki non partecipò dacché era intento a trasferire un reparto a terra. Il cacciatorpediniere si recò quindi alle Shortland, che il 17 furono obiettivo di una forte incursione aerea statunitense: mitragliamenti e bombe esplose vicino allo scafo causarono danni di una certa entità e una parte delle macchine divenne inutilizzabile. Sviluppando solo 20 nodi, il Satsuki riuscì a raggiungere Rabaul, ricevette riparazioni provvisorie e il 28 luglio salpò assieme alla scorta di un convoglio diretto a Truk; da qui riprese la navigazione il 4 agosto, a fianco della portaerei di scorta Taiyo, che lasciò il 9 a Yokosuka: continuò da solo sino a Kure per l'opportuno raddobbo, durante il quale aggiunse un'installazione binata di Type 96. Il 1º settembre il comandante lasciò il posto al capitano di corvetta Tadao Iino e il 5 il Satsuki tornò operativo; salpò immediatamente e, dopo una tappa a Truk, tornò il 12 a Rabaul.
Il 28 settembre e il 2 ottobre il Satsuki completò due sgomberi da Kolombangara, rimasta dietro la linea del fronte a seguito dell'audace strategia adottata dagli Stati Uniti; il 7 recò invece personale da Rabaul a Gasmata con il Mochizuki e l'Amagiri, il 9 accompagnò lo Yunagi in un viaggio trasporto truppe a Buin e il 21 completò un eguale incarico a Capo Dampier (Nuova Britannia occidentale) con il Fumizuki; tre giorni dopo, assieme a questi, fece sbarcare truppe sull'Isola Garove ma sulla rotta di ritorno colpì un affioramento non segnalato. I danni gravi fecero sì che potesse sviluppare solo 16 nodi al massimo: da Rabaul, perciò, il Satsuki continuò per le Palau accompagnando una petroliera, quindi il 5 salpò alla volta di Sasebo aggregato alla scorta di un convoglio che, comunque, perse il 9 un trasporto. Accolti a bordo i superstiti, il Satsuki giunse a destinazione il 12 e rimase per circa un mese in riparazione, ricevendo anche nuove apparecchiature sonar; il 7 dicembre si spostò a Kure e poté partire il 10 come parte di uno schermo a un convoglio, il quale toccò Rabaul il 18. Subito con il Minazuki portò rinforzi a Iboki, poi il 28 dicembre, inquadrato in un gruppo di nove cacciatorpediniere, contribuì a recare a Qavuvu 635 soldati e quasi 400 tonnellate di approvvigionamenti; tale operazione fu ripetuta con successo il 31.

### 1944 e l'affondamento
Il 3 gennaio 1944 il Satsuki salpò da Rabaul con rotta per Kavieng, accompagnato dal Fumizuki, ma il giorno seguente fu oggetto di un deciso attacco aereo; le bombe lo mancarono di misura e numerosi mitragliamenti fecero qualche vittima tra l'equipaggio, incluso il comandante Iino, la velocità massima cadde a 24 nodi. A Kavieng il Satsuki passò agli ordini del capitano di corvetta Tadayoshi Sugiyama e, il 12 gennaio, salpò con la scorta di un convoglio che il 15 arrivò in salvo a Truk. Il 20 la navigazione riprese, ma due giorni dopo il Satsuki fu dirottato urgentemente a Saipan per prestare assistenza alla portaerei di scorta Unyo, gravemente colpita da un sommergibile: vigilò sul rimorchio dell'unità sino al 3 febbraio, quindi si spostò da solo a Yokosuka il giorno successivo e la settimana seguente si fermò a Sasebo, dove fu sottoposto a un approfondito raddobbo, che si concluse il 30 marzo con anche l'aggiunta di cinque cannoni Type 96 su affusto singolo e di un radar Type 13. Dal 7 al 24 aprile fu impegnato nella difesa di un paio di convogli che, partendo da Tateyama e facendo tappa a Hahajima, recavano armamenti e truppe alle isole Palau; vigilò dunque sul rientro delle ultime navi a Yokosuka (fine aprile-4 maggio). Nel frattempo, il 1º del mese, l'intera 3ª Squadriglia era stato riassegnata alla decrepita Flotta del Pacifico centrale e il primo incarico che coinvolse il Satsuki fu la scorta ad alcuni convogli in partenza da Tateyama per Saipan (bastione principale giapponese nelle isole Marianne) e Guam, completato il 30 maggio con il rientro a Yokosuka, dove fu sottoposto a revisione. Nel corso dei lavori furono aggiunte anche cinque mitragliatrici pesanti Type 93 da 13,2 mm e quattro pezzi Type 96, tutte armi su supporti individuali.
Il 30 giugno il Satsuki iniziò un servizio di trasporto tra Yokosuka e le isole Ogasawara e il 4 luglio fu mancato di misura da un ordigno mentre si avvicinava a Hahajima; con sei feriti a bordo tornò in Giappone, ebbe i danni leggeri riparati a Kure e il 17 salpò di scorta a un convoglio che, fatta tappa a Manila, recò rifornimenti, munizioni e altro materiale all'ancoraggio delle isole Lingga. Il 24 il Satsuki raggiunse Singapore e iniziò un regolare servizio di vigilanza e difesa del naviglio di passaggio. Il 20 agosto, poiché la 22ª Divisione era stata definitivamente sciolta, fu riassegnato alla 30ª Divisione dipendente dalla 31ª Squadriglia di scorta, Flotta Combinata. Il 6 settembre partì da Singapore accompagnando un convoglio diretto a Manila, toccata il 20 dopo fermate a Miri e Brunei. Il giorno successivo, però, fu sorpreso in rada da una robusta incursione di apparecchi imbarcati, lanciata dalla Task force 38 della United States Third Fleet; presumibilmente ancorato, fu centrato in pieno da tre bombe che provocarono un rapido affondamento (15°35′N 120°55′E), cinquantadue morti e quindici feriti.
Il Satsuki fu eliminato dai registri della Marina imperiale il 10 novembre 1944.